# GröFAZ
GröFaZ è un acronimo formato a partire dall’espressione tedesca Größter Feldherr aller Zeiten (“il più grande condottiero di tutti i tempi”). Fu impiegata, inizialmente come adulazione ma poi soprattutto con intento sarcastico, per riferirsi ad Adolf Hitler durante il periodo della Germania nazista.
L‘espressione originale fu coniata dal Generalfeldmarschall Wilhelm Keitel, durante la vittoriosa invasione della Francia e del Benelux da parte della Germania nazista:
(Wilhelm Keitel)
L’accezione caricaturale dell’acrostico "GröFaZ" non si deve a Keitel, ma al successivo diffondersi dell’espressione come esempio di crassa piaggeria da parte dei sottoposti e adulatori di Hitler. L’abbreviazione risulta impiegata da generali ed altri subordinati di Hitler già molto prima della fine della guerra, in chiave di humor nero e ironia. Talvolta l’acrostico viene erroneamente sciolto nella frase "Größter Führer aller Zeiten" ("il più grande Führer di tutti i tempi").